# Rutilotrixa lateralis
Rutilotrixa lateralis är en tvåvingeart som först beskrevs av Walker 1849.  Rutilotrixa lateralis ingår i släktet Rutilotrixa och familjen parasitflugor. Inga underarter finns listade i Catalogue of Life.